# Rafał Koliński
Rafał Koliński – polski archeolog, profesor nauk humanistycznych. Specjalizuje się w archeologii. Profesor na Wydziale Archeologii Uniwersytetu im. Adama Mickiewicza w Poznaniu.
Stopień doktorski uzyskał w 1998 na podstawie pracy pt. Górna dolina Tygrysu w środkowym okresie epoki brązu (promotorem był dr hab. Piotr Bieliński). Habilitował się w 2003 na podstawie oceny dorobku naukowego i rozprawy pt. Mesopotamian dimātu of the Second Millenium BC. 6 lutego 2020 roku decyzją prezydenta RP otrzymał tytuł naukowy profesora.